# Stylops vicinae
Stylops vicinae är en insektsart som beskrevs av Pierce 1909. Stylops vicinae ingår i släktet Stylops och familjen stekelvridvingar. Inga underarter finns listade i Catalogue of Life.